# Henning John von Freyend
Henning John von Freyend (* 13. August 1941 in Hamburg) ist ein deutscher Künstler.

## Leben und Werk
Henning John von Freyend ist der Sohn des Hamburger Exportkaufmanns Detlev John von Freyend und Urenkel des Überseekaufmanns, Senators und Zweiten Bürgermeisters der Stadt Hamburg William Henry O’Swald.
Nach dem Abitur am Birklehof in Hinterzarten studierte Henning John von Freyend von 1963 bis 1968 an der Allgemeinen Gewerbeschule Basel Methodik der Form- und Bildgestaltung (Klasse von Armin Hofmann). Nach einer ersten Reise in die USA im Jahr 1966 arbeitete er zunächst 1968 als Werbegrafiker in New York City. 1969 gründete er in Köln, gemeinsam mit Berndt Höppner und Thomas Hornemann, die Künstlergruppe EXIT. Nach Experimenten mit dem Siebdruck wandte er sich der Ölmalerei zu, die bis heute Schwerpunkt seiner künstlerischen Arbeit ist.
Von 1969 bis 1975 stand Henning John von Freyend in enger Verbindung zum Schriftsteller Rolf Dieter Brinkmann, dessen radikaler Subjektivismus für die künstlerische Entwicklung John von Freyends von zentraler Bedeutung war. Mehrfach hat er den Schriftstellerfreund zu Lebzeiten wie posthum in Öl porträtiert. Beide führten einen umfangreichen Briefwechsel. Immer wieder hat sich der Künstler in der Porträtmalerei auch mit anderen Persönlichkeiten der Zeitgeschichte auseinandergesetzt, so John F. Kennedy, Marcel Reich-Ranicki, Michael Klett oder Dieter Wellershoff.
Seit 1977 stellt John von Freyend sein künstlerisches Werk in Einzel- und Gruppenausstellungen in Köln, Marbach, München und anderen Orten aus. Von 1977 bis 1979 hielt er sich in Rio de Janeiro auf. Nach Köln (1970–1983) und Erftstadt (1983–2000) betreibt der Maler sein Atelier seit 2000 auf einem ehemaligen Bauernhof in Vettweiß-Sievernich.
John von Freyends Bilder befinden sich in zahlreichen privaten und öffentlichen Sammlungen, u. a. der Deutschen Bundesbank in Frankfurt, der Zentral- und Landesbibliothek in Berlin, dem Heinrich-Heine-Institut in Düsseldorf, Hochschule für Musik in Köln oder der Bischofsresidenz in Würzburg. Bereits 1970 erwarb Reinhold Neven DuMont für den Verlag Kiepenheuer & Witsch eines seiner ersten Ölgemälde.
Henning John von Freyend lebt mit der Schriftstellerin Linda Pfeiffer in Sievernich.

## Ausstellungen (Auswahl)
- 1977: Galerie BAUKUNST, Köln
- 1977: Große Kunstausstellung Haus der Kunst, München
- 1979: Goethe-Institut Rio de Janeiro
- 1980: Deutsche Bundesbank Frankfurt am Main
- 1998: Schiller-Nationalmuseum, Marbach
- 2002: Kreissparkasse Bad Münstereifel
- 2006: Kunsthaus Rhenania, Köln[3]
- 2008: Kölnisches Stadtmuseum
- 2008: Haus Thaler, Bad Soden
- 2011: Atelierausstellung in Sievernich[4]
- 2013: Tag des Offenen Ateliers, Vettweiß[5]
- 2015: Kliniken Essen-Mitte (Evang. Huyssens-Stiftung)
- 2015: Mechernich, Galerie im Rathaus
- 2016: Erftstadt, Stadthaus
- 2018: Galerie Blickwinkel, Frechen bei Köln
- 2019: Galerie Blickwinkel, Frechen bei Köln
- 2021: GalleryGood, Berlin[6]
- 2022: Universität Vechta
- 2023: Galerie Roy, Zülpich

## Radiobeitrag
Eine kurze Geschichte von Henning John von Freyend und dem Hemd von Rolf Dieter.
Ein Feature von Jan Valk. Redaktion: Adrian Winkler. Erstsendung am 22. Januar 2011 (18:05 bis 18:30 Uhr).
Produktion WDR 2011.

## Sonstiges
Henning John von Freyend ist mit drei seiner Werke vertreten in dem Buch von Dieter Wellershoff: Was die Bilder erzählen. Ein Rundgang durch mein imaginäres Museum. Köln: Kiepenheuer & Witsch 2013.